# Lina Canalejas
Concepción Álvarez Canalejas, conocida como Lina Canalejas (Madrid, 29 de enero de 1932 - Madrid, 1 de septiembre de 2012) fue una actriz española, hermana del también actor José Canalejas.

## Biografía
Nacida en el seno de una familia de artistas, hija del concertista de violín Manuel Álvarez Trigo, nieta del pianista y compositor Arturo Canalejas, estudia ballet clásico, para ingresar más tarde en una compañía folclórica con la que realiza giras por España. Se especializa entonces en el género de la revista. 
Como actriz de teatro debuta de la mano de Ismael Merlo en la obra La vida en un bloc. El resto de su trayectoria teatral combina tanto nuevos espectáculos musicales (Las cuatro copas) como comedias (Prohibido suicidarse en primavera, Una tal Dulcinea, Mayores con reparos, Los arcángeles no juegan al billar, Irma, la dulce) o dramas, como La casa de las chivas (1970).
En cine ha desarrollado una notable, aunque no excesivamente prolífica, carrera, que la ha llevado a trabajar a las órdenes de Carlos Saura, José María Forqué, Fernando Fernán Gómez o Pedro Almodóvar. Cabe destacar que, por su papel en la película El Love Feroz o Cuando los hijos juegan al amor, fue galardonada con el premio del Sindicato Nacional del Espectáculo a la mejor interpretación femenina principal.
En televisión participaría en las series El pícaro (1974), Cuentos imposibles (1984), Teresa de Jesús (1985) y Clase media (1987).

## Filmografía
- Así es Madrid (1953)
- Un día perdido (1954)
- Tres huchas para Oriente (1954)
- El fenómeno (1956)
- El pequeño ruiseñor (1956)
- Charlestón (1959)
- El secreto de papá (1959)
- Mi calle (1960)
- Labios rojos (1960)
- Mara (1961)
- Mi noche de bodas (1961)
- La venganza de Don Mendo (1961)
- Cena de matrimonios (1962)
- La viudita naviera (1962)
- Los derechos de la mujer (1963)
- Historia de una noche (1963)
- Se necesita chico (1963)
- El extraño viaje (1964)
- Júrame (1964)
- Tiempo de amor (1964)
- El mundo sigue (1965)
- De cuerpo presente (1967)
- Un millón en la basura (1967)
- Sor Ye-Ye (1968)
- El jardín de las delicias (1970)
- La banda de los tres crisantemos (1970)
- El Love Feroz o Cuando los hijos juegan al amor (1973)
- La prima Angélica (1974)
- Cebo para una adolescente (1974)
- El último proceso en París (1974)
- Duerme, duerme, mi amor (1975)
- Solo ante el streaking (1975)
- Obsesión (1975)
- Emilia... parada y fonda (1976)
- Marián (1977)
- El ladrido (1977)
- Femenino singular (1982)
- Entre tinieblas (1983)
- La mujer del juez (1984)
- Padre nuestro (1985)
- La noche de la ira (1986)
- Diario de invierno (1988)
- Amo tu cama rica (1992)
- Madregilda (1993)
- Enciende mi pasión (1994)
- Niño nadie (1997)